# Dominique Ohaco
Dominique Ohaco (* 19. Dezember 1995 in Santiago de Chile) ist eine chilenische Freestyle-Skierin. Sie startet in den Freestyledisziplinen Slopestyle und Big Air.

## Werdegang
Ohaco nimmt seit 2012 an Wettbewerben der FIS und der AFP World Tour teil. Im März 2012 startete sie in Mammoth erstmals im Freestyle-Skiing-Weltcup und belegte dabei den 13. Platz im Slopestyle. In der Saison 2012/13 kam sie im Weltcup zweimal unter den ersten Zehn und errang damit den siebten Platz im Slopestyle-Weltcup. Bei den Freestyle-Skiing-Weltmeisterschaften 2013 in Voss wurde sie Neunte im Slopestyle. Im folgenden Jahr errang sie bei den Olympischen Winterspielen 2014 in Sotschi den 13. Platz im Slopestyle. Bei den Juniorenweltmeisterschaften 2015 in Chiesa in Valmalenco landete sie auf den zehnten Platz im Slopestyle. Im selben Jahr siegte sie im Slopestyle bei den Aspen Snowmass Freeskiing Open und belegte bei den Winter Games New Zealand in Cardrona den dritten Platz im Big Air. In der Saison 2015/16 gewann sie beim Südamerikacup in El Colorado im Big Air und beim Europacup auf der Seiser Alm im Slopestyle. Im September 2016 belegte sie beim Südamerikacup in El Colorado die Plätze zwei und eins im Big Air. Bei den Freestyle-Skiing-Weltmeisterschaften 2017 in Sierra Nevada gelang ihr der 14. Platz im Slopestyle. Nach Platz zwei und eins im Slopestyle beim Südamerikacup in La Parva zu Beginn der Saison 2017/18, erreichte sie mit dem dritten Platz im Big Air in Mönchengladbach ihre erste Podestplatzierung im Weltcup. Es folgten drei Top-Zehn-Platzierungen und zum Saisonende den dritten Platz im Big-Air-Weltcup. Bei den Winter-X-Games 2018 wurde sie Vierte im Big Air und bei den X-Games Norway 2018 in Fornebu Fünfte im Big Air. Im Februar 2018 errang sie bei den Olympischen Winterspielen in Pyeongchang den 20. Platz im Slopestyle.